# Ruiten
Ruiten, vroeger ook De Ruiten, Gronings De Ruten of De Roeten, is een gehucht in de gemeente Midden-Groningen in de provincie Groningen. Het ligt ten westen van Froombosch en grotendeels in het voormalige kerspel Slochteren. Enkele huizen - de zogenaamde Hamster Ruiten - vielen onder Kolham.
Bij het gehucht bevindt zich de boerderij de Ruitenborg. Deze boerderij is gebouwd op de plaats waar tot in de negentiende eeuw de borg of buitenplaats De Ruiten, vroeger ook wel Hoog Ruiten, heeft gestaan. In 1598 woonde een zekere Hayco Froma up die Ruyt, rond 1675 de jonker en hoofdeling Albert Eels; daarna kwam het bezit in handen van de eigenaren van de Fraeylemaborg te Slochteren. De buitenplaats met lanen, singels, grachten en eikenbos werd in 1798 te koop aangeboden, maar niet verkocht. De heer van 'De Ruiten' werd spottend wel 'Ruitenheer' genoemd. In het bos bij Ruiten verschool zich een roversbende, die omstreeks 1775 werd opgerold.
Aan de noordkant van Ruiten staat sinds 1786 de poldermolen De Ruiten, die via de Ruiten Ae uitwaterde op de Slochter Ae.
Het gehucht wordt op 17e-eeuwse kaarten ook wel D'ruit genoemd. Het klooster Bloemhof bezat rond 1600 de nodige percelen hoogveen, akkers en hooiland op de Ruethe of op de Ruijthe. De naam Ruiten is volgens Wobbe de Vries een verbastering van Protogermaans *rûh-itha zijn, dat 'ruigte, struikgewas, onkruid (met name waterplanten als riet en biezen)' zou betekenen. Volgens andere naamkundigen is de naam eerder te verbinden met Gronings (Nedersaksisch) roet, ruut 'onkruid'. Ook de Ruiten Aa in Westerwolde heette in 1327 Ruetna.